# ビル・カー
ウィリアム・アーサー・カー（William Arthur "Bill" Carr、1909年10月24日 - 1966年1月14日）は、アメリカ合衆国の陸上競技選手。1932年ロサンゼルスオリンピックの金メダリストである。

## 経歴
カーは、アーカンソー州出身で、ペンシルベニア州のボーディングスクールからペンシルベニア大学に進学。大学では1904年の銅メダリストであるローソン・ロバートソンの指導を受ける。カーの得意種目は440ヤード、880ヤードそして走幅跳であった。しかし、彼は1932年まで大きな大会で勝利したことがなかった。ところが、同年のIC4Aの大会において、カーは440ヤード世界記録保持者のベン・イーストマンを下すという番狂わせを演じる。そして、数週間後に開催されたロサンゼルスオリンピックの選考会でもカーはイーストマンを再び下し、オリンピックの優勝候補に名乗りを上げる。
カーとイーストマンは予選を楽に突破。決勝は、イーストマンが終始リードしていたが、残り100mを切り、カーが逆転。46秒2の世界新記録で金メダルを獲得。イーストマンは銀メダルとなった。
さらに、カーは4×400mリレーにも出場。しかし、リレーメンバーにイーストマンは含まれていなかった。レースはアメリカが3分08秒2と、世界新記録のタイムで圧勝。カーは2つめの金メダルを獲得した。
ロサンゼルスオリンピックの翌年の1933年に、カーは交通事故に遭遇し、足首と骨盤を骨折する重傷を負う。カーはその後レースに復帰することはなかった。